# Wagna
Wagna es una localidad del distrito de Leibnitz, en el estado de Estiria, Austria, con una población estimada a principio del año 2024 de 6525 habitantes. 
Se encuentra ubicada al sur del estado, cerca de la orilla del río Mura —el principal afluente del río Drava, el cual a su vez, lo es del Danubio—, al sur de la ciudad de Graz —la capital del estado— y cerca de la frontera con Eslovenia.